# Sor Khao Khwai
Das Sor Khao Khwai (in Thai ซอเขาควาย) gehört zur Gruppe der Streichinstrumente und wird im Süden des Isan, der Nordostregion Thailands, gespielt.
Das Instrument besteht aus einem Klangkörper, einem leicht gebogenen Griffbrett und wird mit Metallsaiten gespielt. Der Klangkörper wird aus dem Horn von Wasserbüffeln gefertigt, der Kopf ist mit Schlangenleder bespannt. 
Das Sor Gradong Tao wird als Solo-Instrument eingesetzt oder zusammen mit dem So Khantruem in einem Ensemble gespielt, meistens als Begleitung zu Volkstänzen auf Festen.